# Tarrenzer Straße
De Tarrenzer Straße (L245) is een 2,53 kilometer lange Landesstraße (lokale weg) in het district Imst in de Oostenrijkse deelstaat Tirol. De weg begint bij de Mieminger Straße (B189) in het hart van het dorp Tarrenz (836 m.ü.A.). Vandaar loopt de weg in noordoostelijke richting bergop richting het dorpje Obtarrenz (1013 m.ü.A.). Het beheer van de straat valt onder de Straßenmeisterei Imst.